# Cladopsammia eguchii
Cladopsammia eguchii är en korallart som först beskrevs av Wells 1982.  Cladopsammia eguchii ingår i släktet Cladopsammia och familjen Dendrophylliidae. Inga underarter finns listade i Catalogue of Life.